# Josep Viladomat i Massanas
Josep Viladomat i Massanas (Manlleu, 1899 - Escaldes-Engordany, 2 de juny de 1989) va ser un escultor català, germà petit del músic Joan Viladomat.

## Biografia

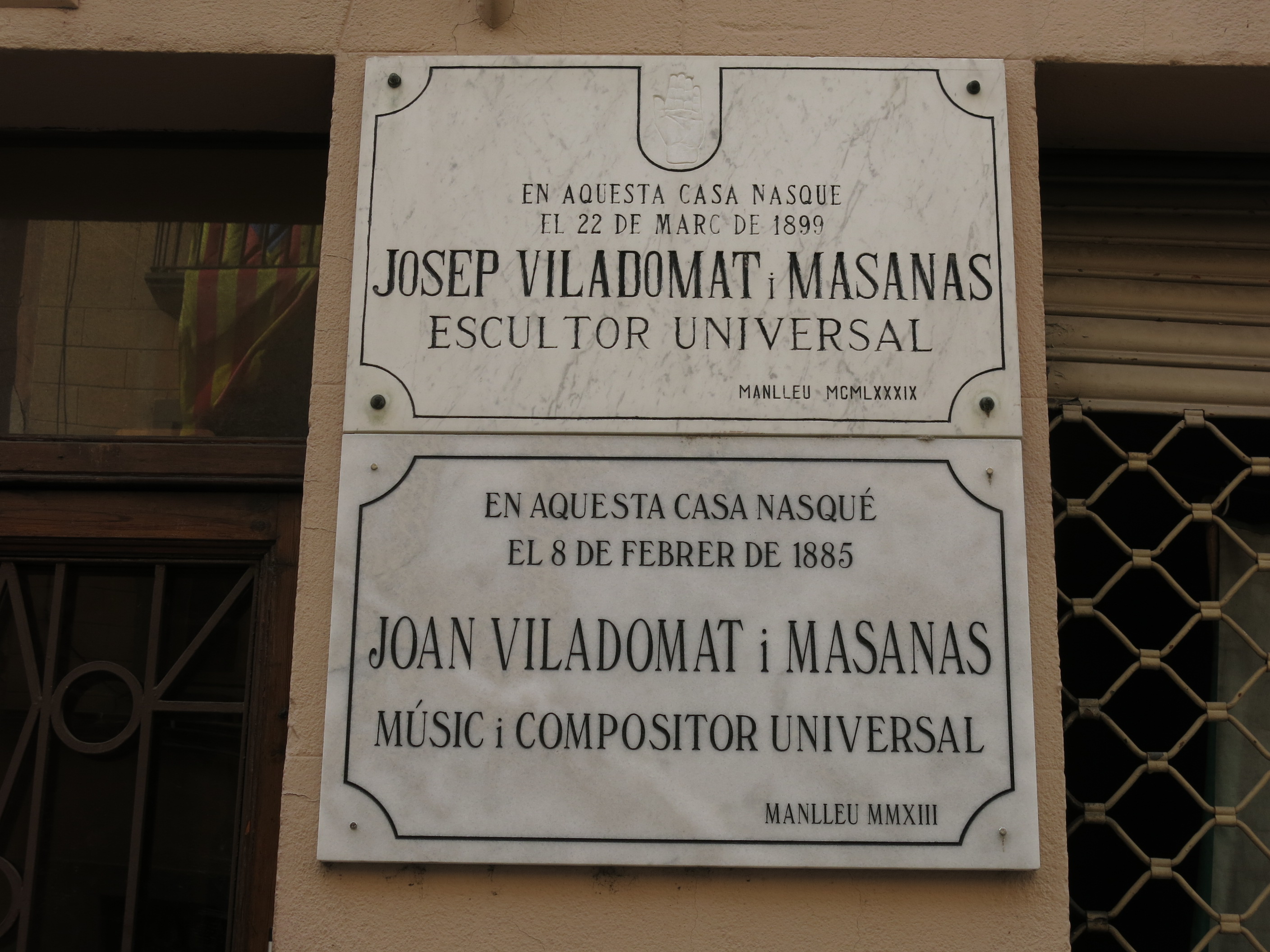
Placa a la casa natal dels germans Viladomat, al carrer del Pont núm. 44 de Manlleu

Deixeble de Joan Borrell i Nicolau, va treballar al taller d'Eusebi Arnau a Barcelona. Va participar en el grup d'Els Evolucionistes, fundat l'any 1917, juntament amb Joan Rebull i Josep Granyer, tractant de reaccionar al modernisme amb la recerca del realisme basat en els barrocs catalans i la seva gran admiració per Arístides Maillol i els escultors grecs. La seva escultura va ser un poc indefinida amb un realisme molt detallista de vegades i altres amb uns nus completament encertats. Va residir els seus últims anys a Andorra. Una cinquantena d'obres estan exposades al Centre d'Art d'Escaldes-Engordany. Al Museu Nacional d'Art de Catalunya i al Museu Abelló de Mollet del Vallès hi ha obra seva exposada.

## Obres destacades
- La Puntaire. 1972 Parc de Montjuïc (Barcelona)
- Dona amb nen i flabiol. Plaça Catalunya (Barcelona)[5]
- Maternitat. 1923. Casa de la Ciutat (Barcelona)[6]
- Pietat. Monestir de Sant Joan de les Abadesses (Girona)
- Sant Francesc d'Assís. 1927 Monestir de Montserrat (Barcelona)
- El Crist Jacent. (1953) Venerable Congregació de la Puríssima Sang (Lleida)
- Dos Tritons. (1929) Jardins de Joan Maragall. Palauet Albéniz (Barcelona)
- La República (Flama). 1934 (Barcelona)
- Monument a Fortuny. (Reus)
- A Pau Casals. 1940 (Avinguda Pau Casals, Barcelona)
- La Font del Centenari. 1954 (Tarragona)
- Estàtua eqüestre de Francisco Franco 1963 (castell de Montjuïc) retirat
- L'Avi del Barça 1972 (Entorns de la Masia del FC Barcelona)
- Monument al copríncep Joan Benlloch. 1966. Andorra la Vella.
- Monument commemoratiu del primer centenari de la Nova Reforma d'Andorra (Ball de la Morisca). 1967 Casa de la Vall. Andorra la Vella.[7][8]
- Estàtua eqüestre de Francisco Franco

## Galeria

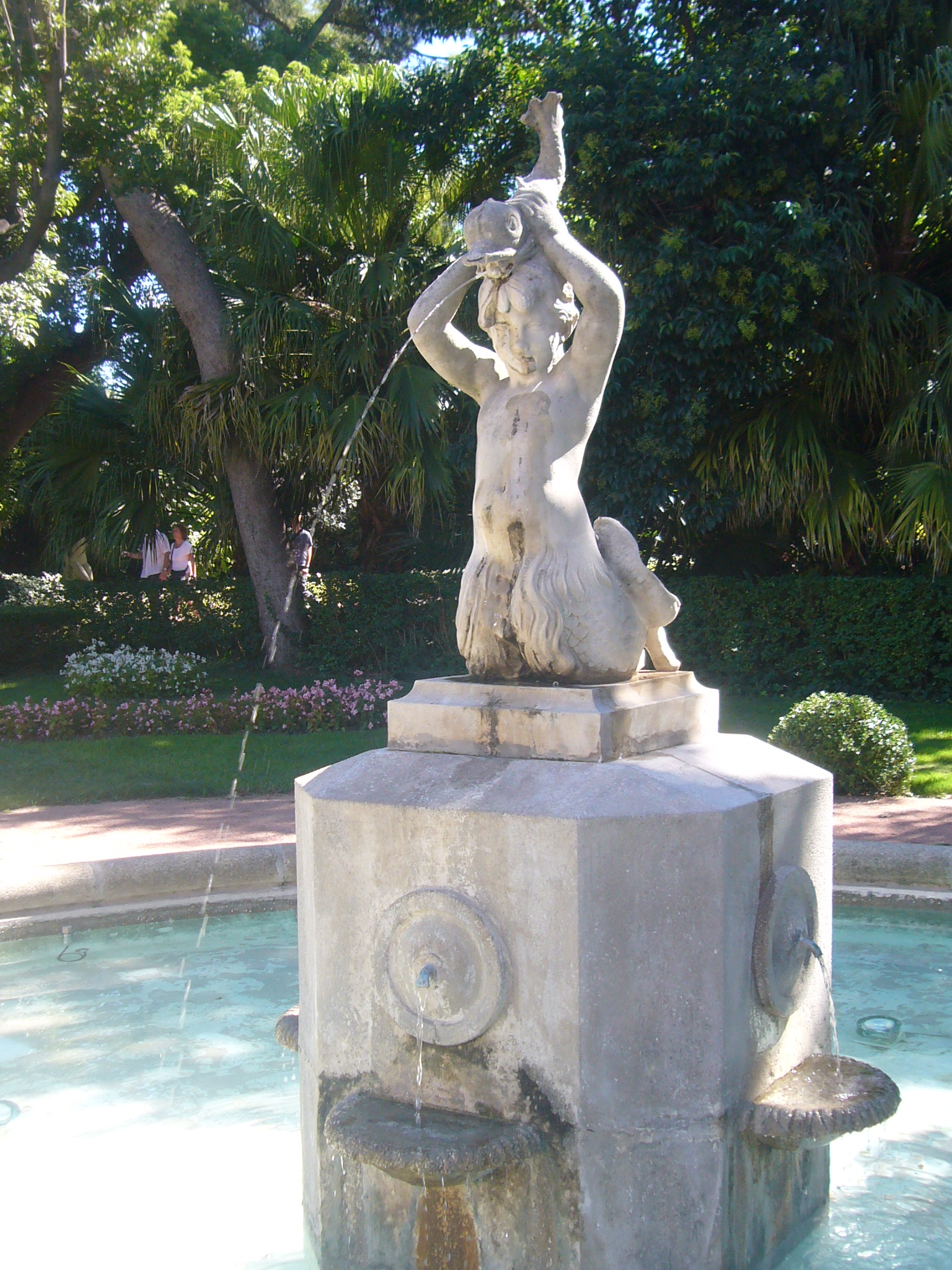
Tritó, Jardins de Joan Maragall, al Palauet Albéniz (Barcelona)
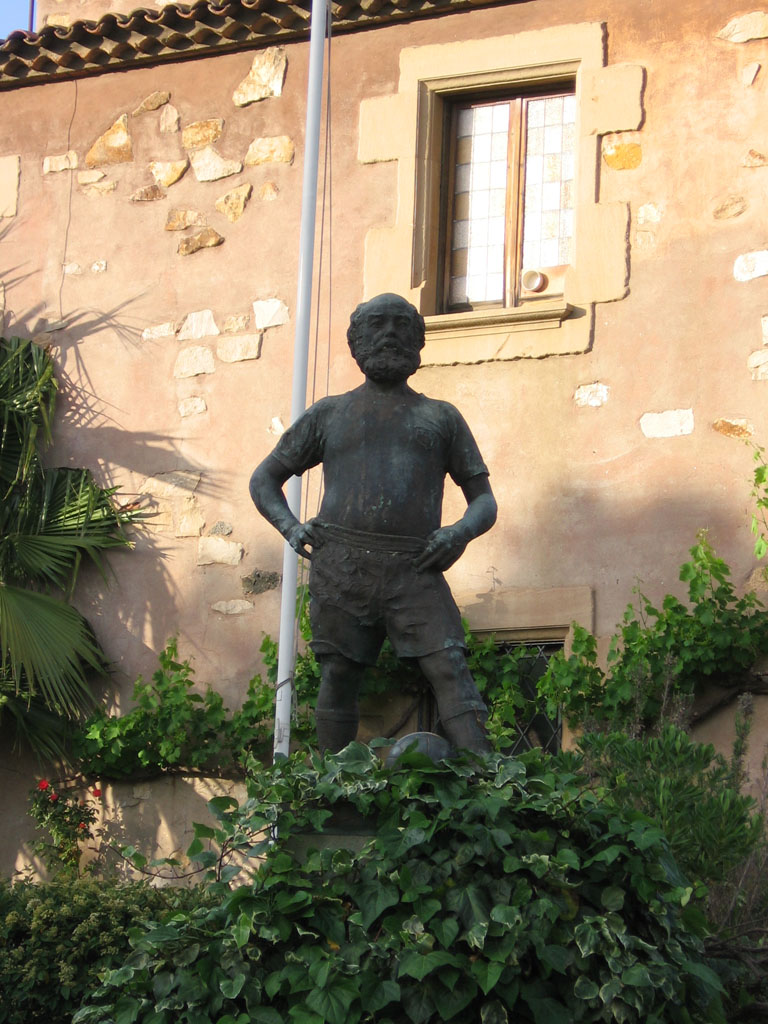
Avi del Barça, a La Masia (Barcelona)
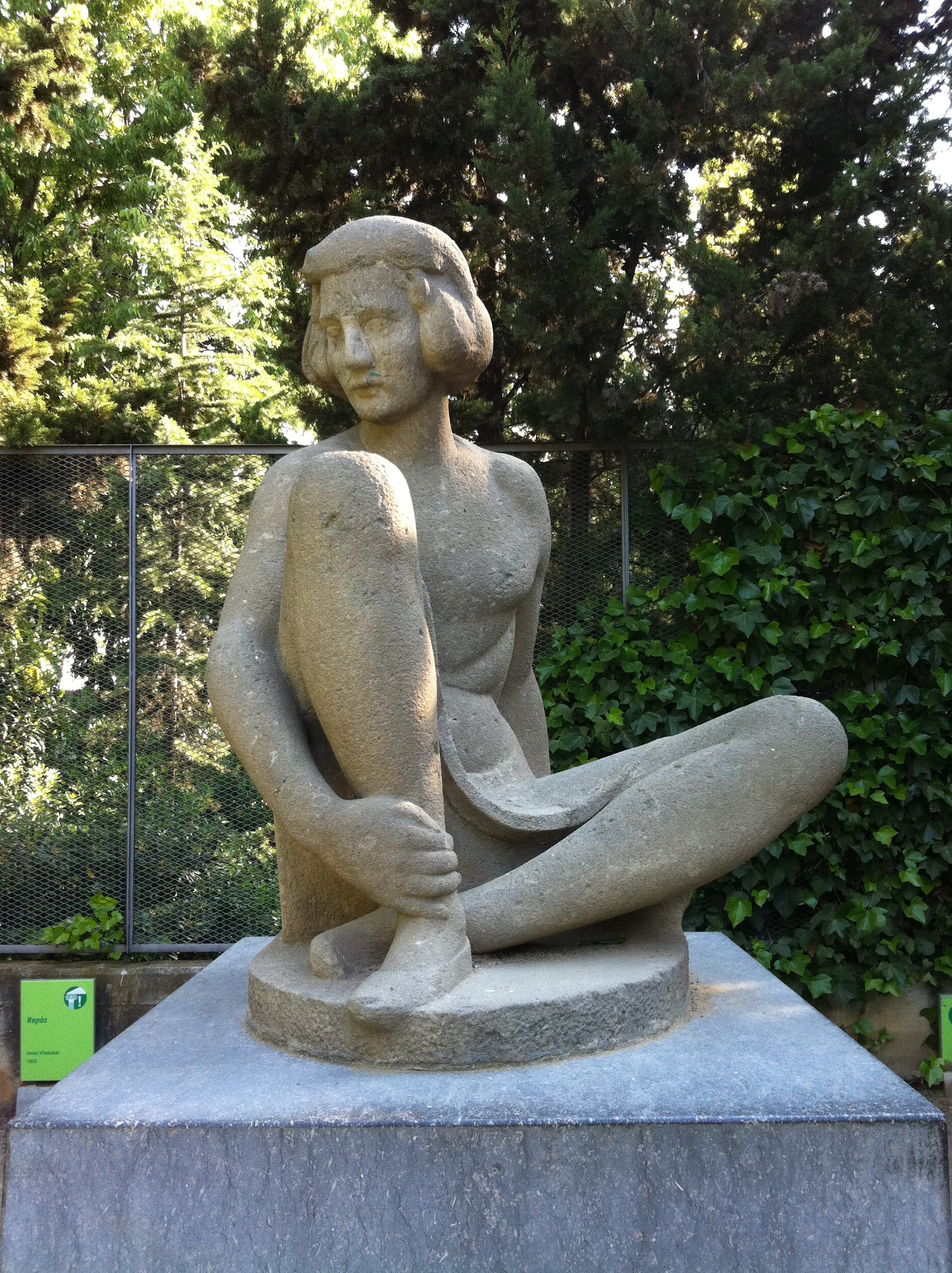
Repòs, de 1925, als Jardins de Laribal (Barcelona)
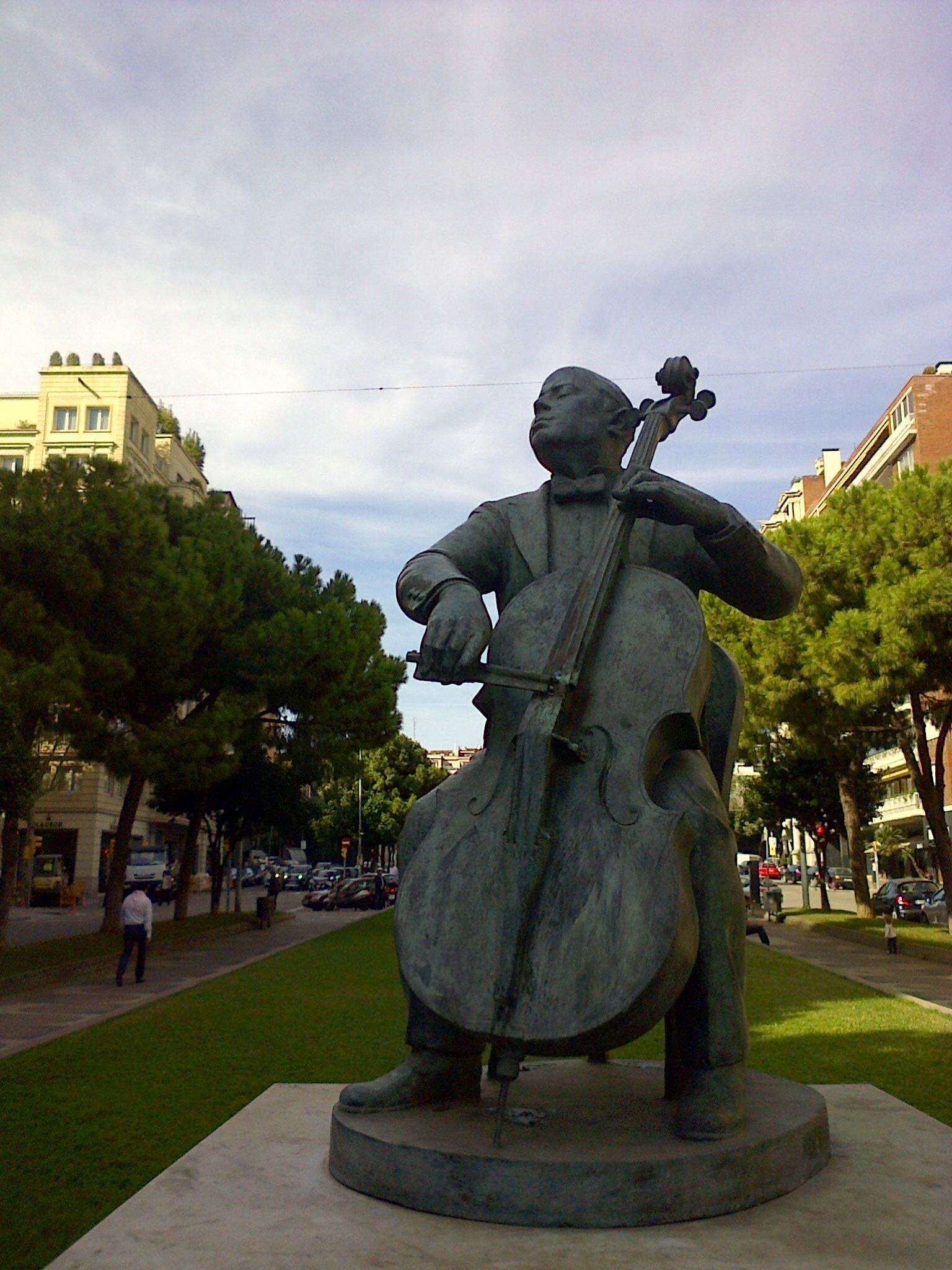
A Pau Casals, (1940), a l'Avgda. Pau Casals (Barcelona)
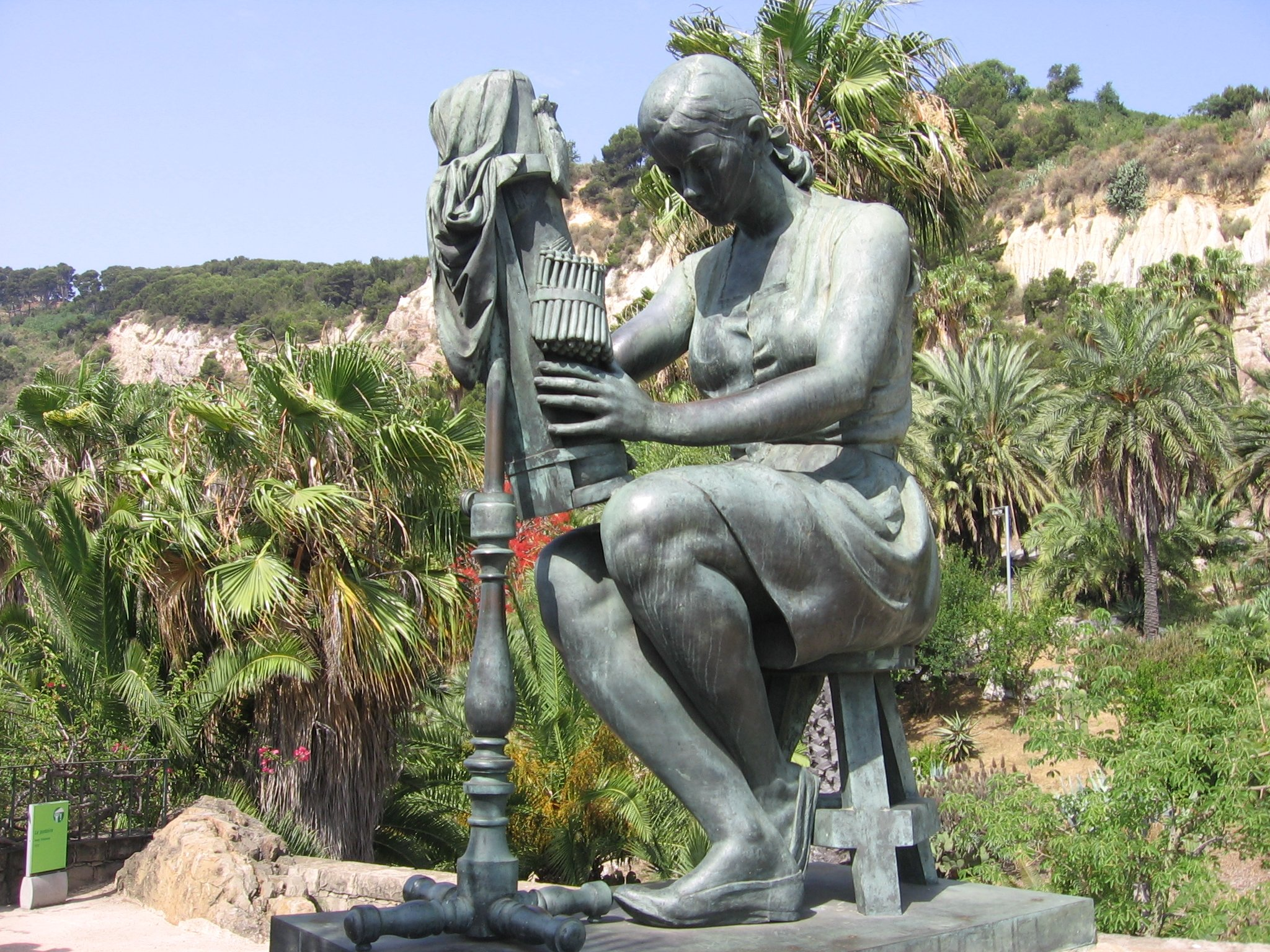
La puntaire, (1972), als Jardins de Mossèn Costa i Llobera (Barcelona)